# Smrkovice

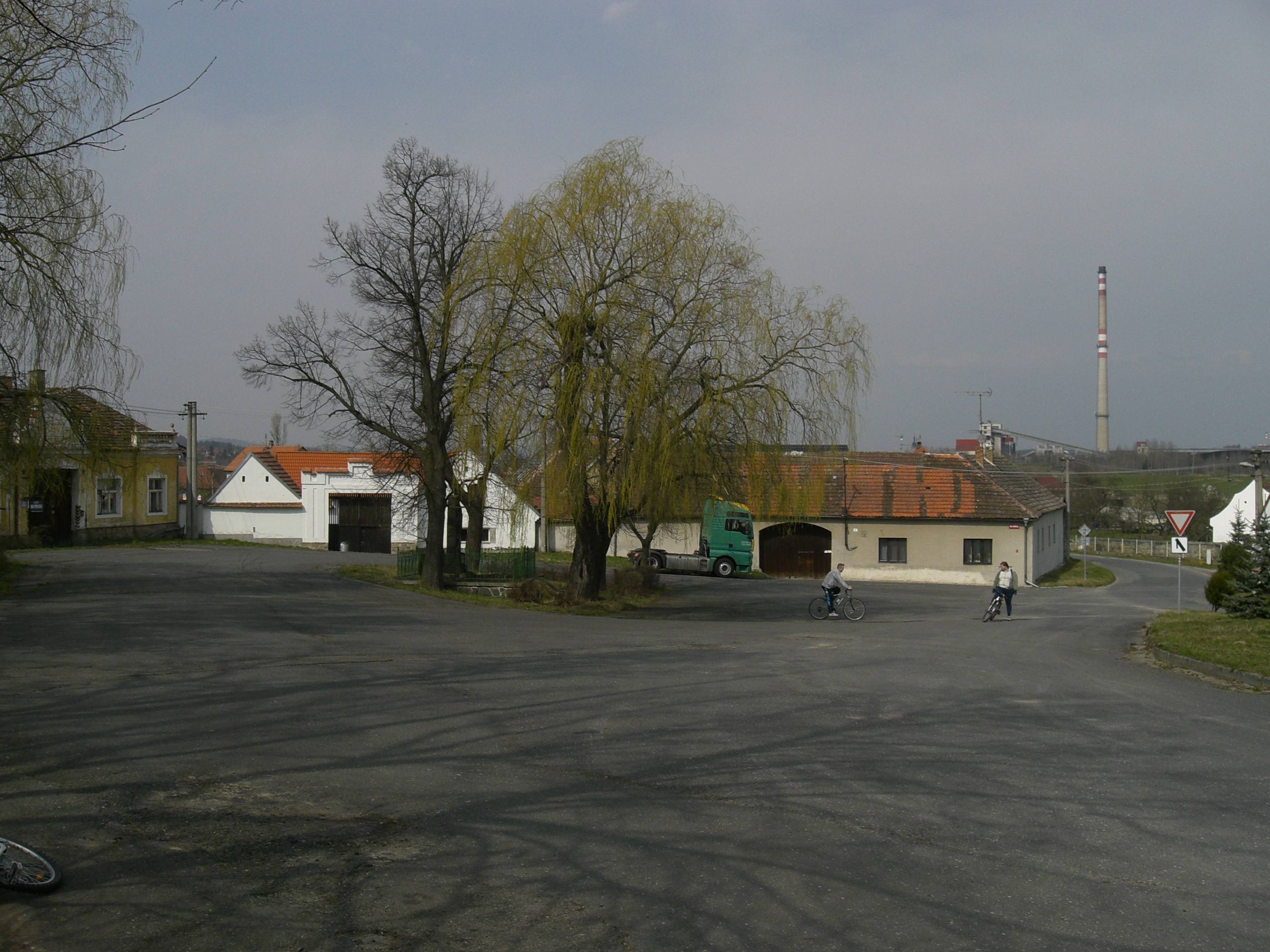
Dorfplatz

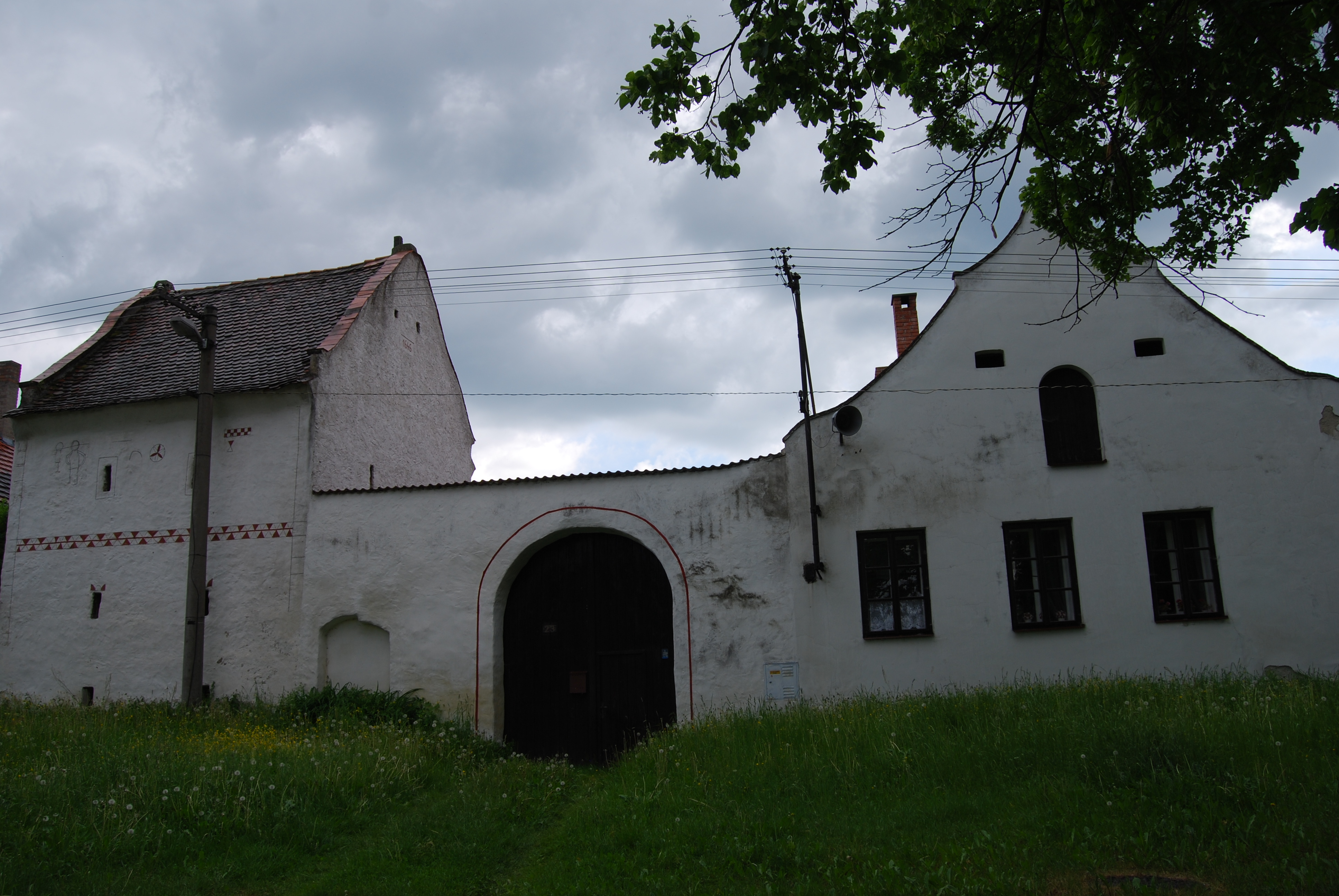
Gehöft Nr. 23 an der Südseite des Dorfplatzes

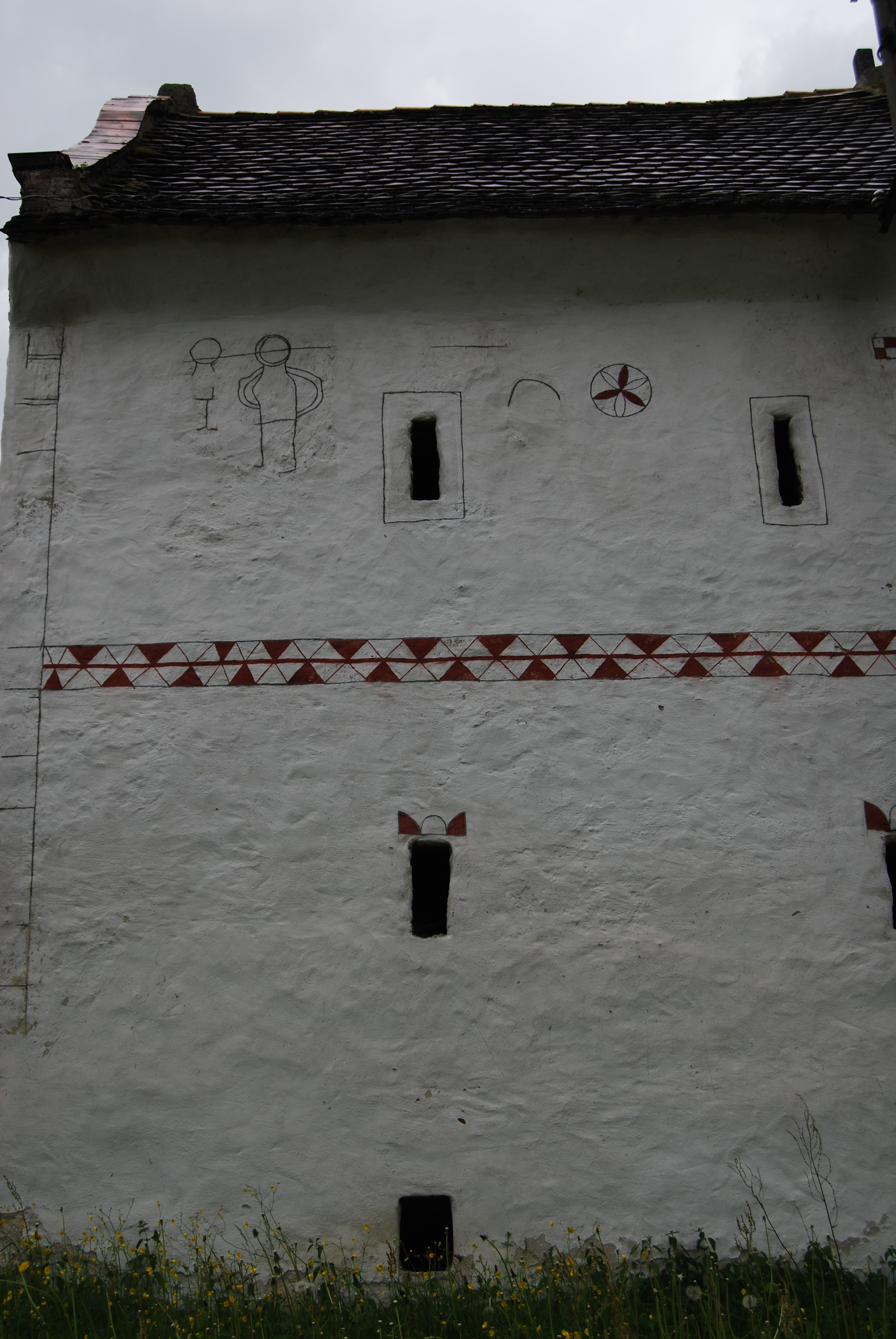
Putzzeichnungen am Speicher des Gehöfts Nr. 23

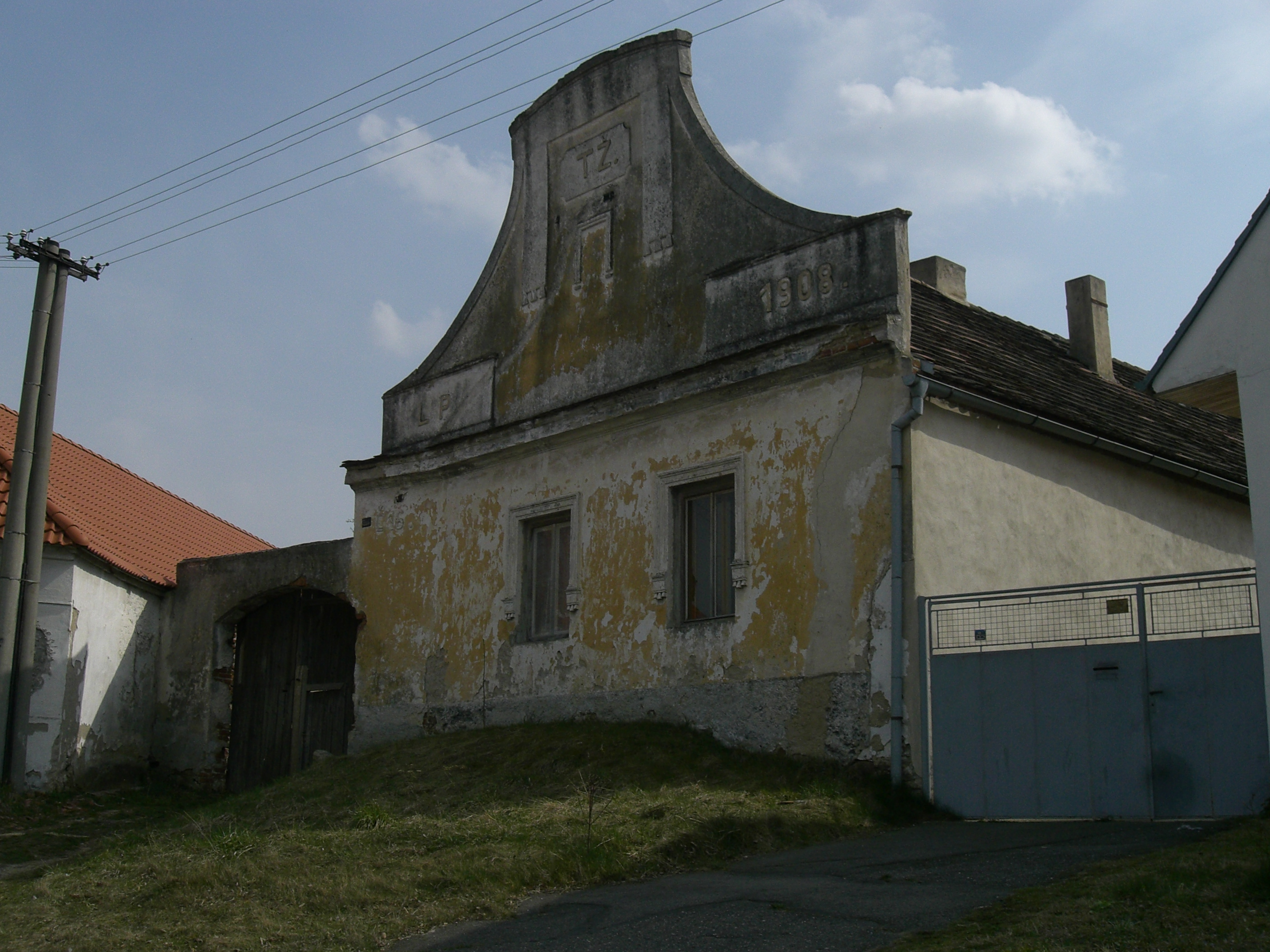
Gehöft Nr. 16

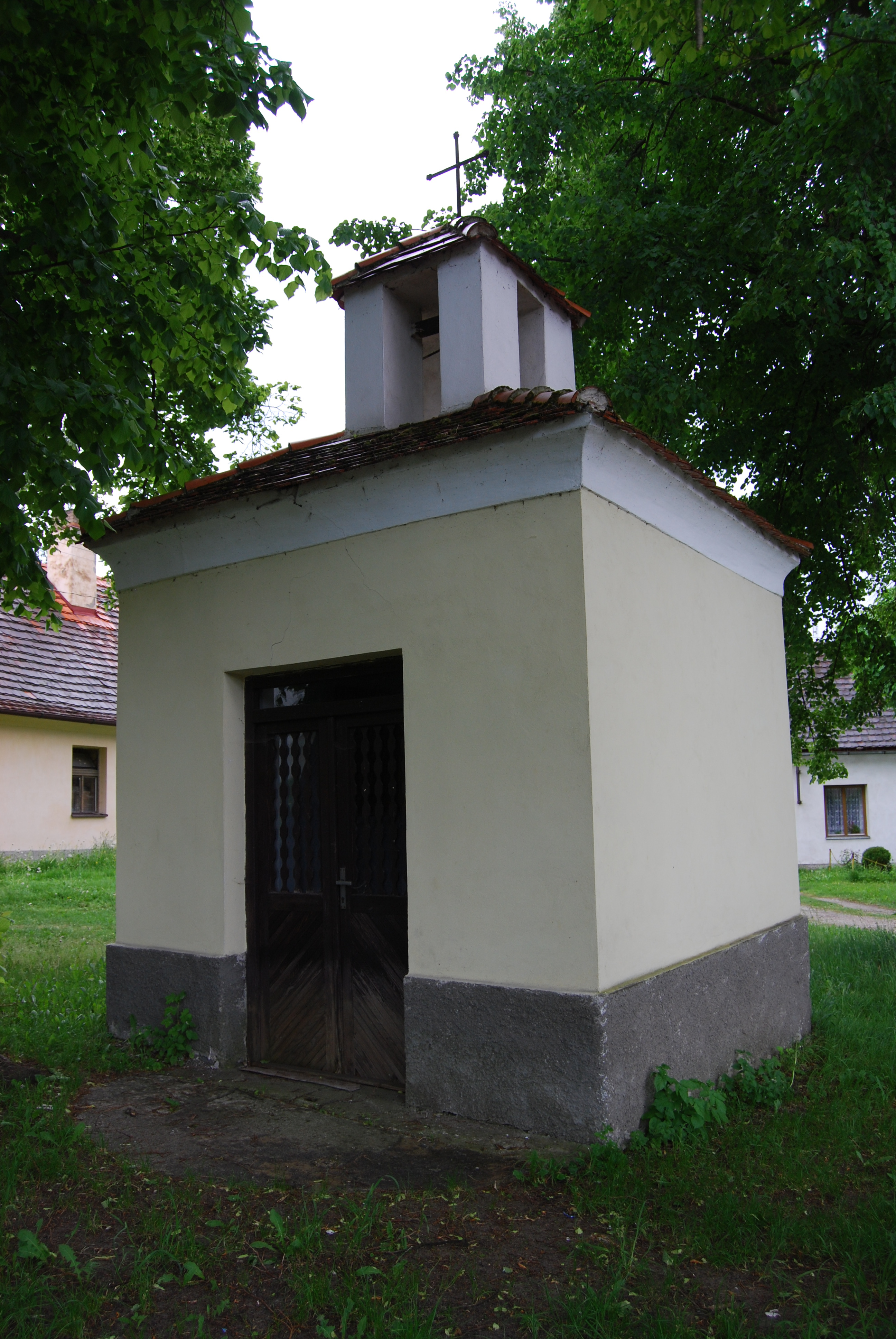
Kapelle der Jungfrau Maria

Smrkovice (deutsch Smrkowitz, 1939–45 Smerkowitz) ist ein Ortsteil der Stadt Písek (Pisek) in Tschechien. Er liegt drei Kilometer südlich des Stadtzentrums von Písek und gehört zum Okres Písek.

## Geographie
Der Rundling Smrkovice befindet sich linksseitig des Baches Smrkovický náhon in der Putimská pánev (Putimer Becken). Im Nordosten erhebt sich der U Klášterských rybníků (415 m n.m.), östlich der Průhony (509 m n.m.), der Přední Pecky (469 m n.m.) und der Pintířec (509 m n.m.), im Südosten der Na Zámku (463 m n.m.), südlich der Skalský vrch (476 m n.m.), die Hůrky (463 m n.m.) und der U Boubelíkovce (440 m n.m.) sowie im Nordwesten der Za Vrchy (400 m n.m.). Gegen Nordosten wird der Bach Mehelnický potok in einer Kaskade von vier Teichen (Nohavice, Nový klášterský rybník, Malý klášterský rybník und Velký klášterský rybník) angestaut; westlich liegen die Teiche Prostřední Putim und Stará Putim. Im Westen führt die Bahnstrecke Protivín–Zdice an Smrkovice vorbei. Den südlichen Teil der Gemarkung bildet das Waldgebiet Hůrka.
Nachbarorte sind Sídliště Jih, Budějovické Předměstí und Šobrovna im Norden, Brabencovna und Semice im Nordosten, Novodvorská Myslivna und Pecky im Osten, Nový Dvůr, Kukle, Tálín, Selibov und Maletice im Südosten, Skály und Heřmaň im Süden, U Nádraží und Putim im Südwesten, Na Baráku und Zátaví im Westen sowie Vápenice und Hradiště im Nordwesten.

## Geschichte
Die erste urkundliche Erwähnung von Smrkovice erfolgte 1253 in einer Besitzbestätigung des Königs Wenzel I. für die Prager Kreuzherren mit dem Roten Stern. Im 14. Jahrhundert erwarb die Königliche Stadt Písek das Dorf, in deren Besitz es die meiste Zeit verblieb. 1785 wurde der Ort – ohne Angabe der Häuserzahl – als Smrkowicze bezeichnet. Trotz der Nähe des Dorfes zum Hurkawald, aus dem die Píseker Bürgerschaft einen Teil ihres Bau- und Brennholzbedarfes unentgeltlich bezog, waren die meisten der Häuser in Smrkovice – wie auch in den anderen Píseker Dörfern – steinern gebaut. Vermutlich übertrug die befestigte Stadt ihre Bauvorschriften auch auf ihre Dörfer, so dass die für den ländlichen Raum lange Zeit typischen gezimmerten Holzhäuser bereits frühzeitig durch steinerne Bauten ersetzt wurden. Auf dem Katastralplan von 1837 wurde größte Teil der Dorfgebäude als nespalná (brandsicher) vermerkt.
Im Jahre 1837 bestand das im Prachiner Kreis gelegene Dorf Smrkowitz aus 45 Häusern mit 414 Einwohnern. Im Ort hab es ein Wirtshaus. Zu Smrkowitz konskribiert waren vier Einschichten: Na Baubinie (Na Boubíně) – vier Rustikalchaluppen –, W Krahulcy (Krahulčí) – drei Rustikalchaluppen –, W Hurkách (Hůrky) – ein Jägerhaus – und Za Hurky – zwei Dominikalchaluppen. Hůrky war Sitz eines der sieben Piseker Forstreviere; das Hurker Revier bewirtschaftete eine Fläche von 1312 Joch 544 Quadratklafter, die außer dem Hurkawald mit drei Teichen auch den Hradischter Wald bei Hradischt einschloss. Pfarrort war Putim. Bis zur Mitte des 19. Jahrhunderts blieb Smrkowitz der Stadt Písek untertänig.
Nach der Aufhebung der Patrimonialherrschaften bildete Smrkovice / Smrkowitz ab 1850 eine Gemeinde im Gerichtsbezirk Pisek. 1868 wurde das Dorf dem Bezirk Pisek zugeordnet. Im Jahre 1869 bestand Smrkovice aus 52 Häusern und hatte 419 Einwohner. Seit der zweiten Hälfte des 19. Jahrhunderts erfuhr das Dorf eine starke Erweiterung. Im Jahre 1900 hatte Smrkovice 546 Einwohner, 1910 waren es 553.
Nach dem Ersten Weltkrieg zerfiel der Vielvölkerstaat Österreich-Ungarn, Smrkovice wurde 1918 Teil der neu gebildeten Tschechoslowakischen Republik. Beim Zensus von 1921 lebten in den 99 Häusern der Gemeinde 551 Personen, davon 549 Tschechen. 1930 lebten in den 117 Häusern von Smrkovice 533 Personen. Zwischen 1939 und 1945 gehörte Smrkovice / Smerkowitz zum Protektorat Böhmen und Mähren. Nach dem Ende des Zweiten Weltkrieges kam Smrkovice zur wiedererrichteten Tschechoslowakei zurück. 1950 lebten in den 132 Häusern von Smrkovice 503 Personen. Am 1. Januar 1976 erfolgte die Eingemeindung nach Písek. 1991 lebten in den 164 Häusern des Stadtteils 397 Personen. Der historische Ortskern von Smrkovice wurde 1995 zur dörflichen Denkmalszone erklärt. Beim Zensus von 2011 hatte Smrkovice 499 Einwohner und bestand aus 201 Wohnhäusern.

## Ortsgliederung
Zu Smrkovice gehören die Einschichten Hůrky, Kráčmer, Krahulčí, Landrošty, Na Boubíně, Pod Zubovským vrchem, U Klášterských rybníků, U Ovčíčkú, U Šrámka, Vydlaby sowie ein Anteil von Putimská Vysoká.
Der Ortsteil bildet einen Katastralbezirk.

## Sehenswürdigkeiten
Dörfliche Denkmalszone
- Denkmal für die Gefallenen des Ersten Weltkrieges, auf den Dorfplatz
- Kapelle der Jungfrau Maria, auf dem Dorfplatz
- Gusseisernes Kreuz mit Corpus Christi, vor der Kapelle auf dem Dorfplatz
- Gehöft Nr. 23 an der Südseite des Dorfplatzes. Der älteste Teil ist ein mit eigenartigen Putzzeichnungen verzierter Speicher aus dem Jahre 1646.
- Gehöft Nr. 16, mit Jugendstilgiebel von 1908
- Gehöft Nr. 13, mit Giebel im Bauernbarockstil
- Gehöft Nr. 12
- Krejčí-Kreuz am Straßenabzweig Novodvorská und K Hůrkám. Das reichhaltig dekorierte gusseiserne Kreuz wurde 1908 von den Eheleuten Josef und Maria Krejčí gestiftet
- Gusseisernes Kreuz an der Gabelung der Straßen Polní und Šibánky, errichtet 1912

Außerhalb davon
- Gedenkstein der Forstleute für die Opfer des Zweiten Weltkrieges am Hegerhaus Hůrky, aufgestellt 1995
- Wildgehege Hůrky
- Lehrpfad Školní polesí (Schulwald) – Hůrka